# SN 2007io
SN 2007io – supernowa typu Ia odkryta 10 września 2007 roku w galaktyce A010447+0431. W momencie odkrycia miała maksymalną jasność 19,80m.